# Conan (2011)
Conan ist ein Low-Fantasy-Kinofilm aus dem Jahr 2011 von Marcus Nispel, der nach den Motiven von Robert E. Howard entstand, der seit 1932 mehrere Kurzgeschichten und einen Roman über Conan den Cimmerier verfasste. Die Filmfigur wurde bereits in den Filmen Conan der Barbar und Conan der Zerstörer aus den Jahren 1982 und 1984 auf der Leinwand vorgestellt, hat jedoch mit Conan nur die von Robert E. Howard erdachte Romanfigur gemeinsam, während die Handlung größtenteils auf anderen Erzählungen Howards beruht.

## Handlung
In einem Rückblick wird die Geschichte der Zauberer von Acheron, die durch die Macht der Knochenmaske gottgleiche Kräfte erhielten, erzählt. Um ihre Kraft zu entfalten, muss das magische Artefakt mit dem reinen Blut der Töchter der Zauberer befüllt werden. Dann sind dem Nutzer der Knochenmaske kaum Grenzen gesetzt, selbst Tote vermag sie zum Leben zu erwecken. Mit dieser Macht vernichten die Zauberer von Acheron ganze Heere und versklaven viele Völker. Die Tyrannei der Zauberer wurde erst durch einen von den Barbaren angeführten Aufstand beendet. Die Maske wird zerschlagen und die Bruchstücke an in aller Herren Länder verstreuten geheimen Orten versteckt. Ein Bruchstück verbleibt auch bei den Barbaren.
Der Film beginnt mit einer tobenden Schlacht, in deren Verlauf Conans Mutter schwer verwundet wird. Trotz ihrer schweren Verletzung kann sie noch mit Hilfe ihres Mannes ihren Sohn zur Welt bringen und ihm den Namen Conan zuflüstern. Die Geburt auf dem Schlachtfeld ist ein mächtiges Omen, das Conan als den geborenen Krieger zeichnet.
Der junge Conan wächst bei seinem Vater Corin auf, dem Waffenschmied und Anführer der Cimmerier. Während eines Initiationsritus, bei dem er als Jüngster der Probanden teilnehmen darf, tötet Conan eine Gruppe von erwachsenen feindlichen Angreifern, während seine Mitprobanden fliehen. Diese Tat sichert ihm den Platz im Kreis der erwachsenen Kämpfer. Er übt sich fortan im Schwertkampf, unterwiesen von seinem schlachterprobten Vater. Dabei zeigt er bei all seinem Tun ein Übermaß an Sturheit, Kraft und einer berserkerhaften Wut. Sein Vater hält ihn daher noch nicht für würdig genug, ein richtiger Krieger zu sein.
Während des Überfalls einer feindlichen Armee auf Conans Heimatdorf wird Corin von einem Pfeil getroffen und gefangen genommen. Der Anführer der Angreifer, Khalar Zym, sucht nach den Bruchstücken der Knochenmaske, um nach dem Zusammensetzen die Macht der Maske für sich nutzbar zu machen und so seine tote Frau wiederzuerwecken. Corin wird von Khalar Zym gefoltert und seines Schwerts beraubt. Als Zeuge der Folter verlässt Conan sein Versteck und verstümmelt Lucius, einen der Gefolgsleute von Zym, bevor auch er gefangen genommen wird. Zyms übersinnlich begabte Tochter Marique spürt schließlich das Bruchstück in der Schmiede auf. Corin wird an einen über ihm hängenden Schmelztiegel gekettet und ins Bein geschnitten. Nur sein noch halbwüchsiger Sohn kann ihm helfen, sich aufrecht zu halten, indem er an der anderen Seite der heißen Kette zieht. Khalar Zym lässt das Dorf anzünden und Vater und Sohn zum Sterben zurück. Während die Schmiede Feuer fängt, erkennt Conans Vater die Ausweglosigkeit der Situation. Da er weiß, dass Conan nicht freiwillig loslassen wird, reißt er an der Kette und erlöst ihn so von seiner aussichtslosen Aufgabe, damit nicht beide im Feuer umkommen. Das flüssige Metall ergießt sich über Corin und er stirbt vor den Augen seines Sohnes. Conan überlebt und verlässt seine Heimat. Er zieht mit einigen Gefährten raubend um die Welt, wird ein berüchtigter Pirat und gnadenloser Kämpfer.
Zwanzig Jahre später betätigt sich Conan gemeinsam mit dem zamonranischen Piraten Artus als Söldner. Beide Männer überfallen ein Sklavencamp und bringen die Überlebenden nach Messantia. In einer kleinen Garnison sieht Conan Lucius, mittlerweile Hauptmann der Wache, wieder. Er lässt sich absichtlich einsperren, um über Lucius seinen Erzfeind Zym zu finden. Nachdem Conan seiner Zelle entkommt, foltert er Lucius und erfährt dadurch, dass Zym den letzten reinblütigen Nachfahren der Zauberer von Acheron sucht, um mit dessen Blut die Macht der Maske zu entfesseln. Zufrieden mit diesen Informationen überlässt Conan Lucius den befreiten Gefangenen. Ela-Shan, ein Dieb der von Conan aus der Folter unter Lucius befreit wurde, bietet Conan als Dank seine Hilfe an. Er müsse in Arlagon, der Stadt der Diebe, nur nach ihm fragen.
Khalar Zym und seine Truppen greifen das Kloster Shaipur an, in dem sie die Reinblütige vermuten. Der Abt Fassir befiehlt seiner Schülerin Tamara, zurück in ihre Heimatstadt zu fliehen und schickt sie in einer von Zym eroberten Kutsche davon. Zym wirft Fassir vor, verantwortlich für die Tötung seiner Frau Maliva zu sein, die von Priestern wegen ihrer verbotenen Magie hingerichtet wurde. Fassir verteidigt die Tat, Maliva hätte schließlich den Untergang ganz Hyboreas herbeiführen wollen. Im Zorn tötet Zym Fassir, während Marique erkennt, dass die Reinblütige nicht mehr im Kloster ist.
Conan wird auf die Kutsche mit dem Zeichen der Maske aufmerksam, rettet Tamara vor verfolgenden Soldaten Zyms und nimmt deren Hauptmann Remo gefangen. Da Conan sicher ist, dass ihn Zym nicht erkennen wird, schleudert er Remo mit einem Katapult in das Lager von Zym, geknebelt mit einer Botschaft, in der Conan Tamara zum Kauf anbietet. Als Zym und Marique am Treffpunkt ankommen, enthüllt Conan seine Identität und fordert den Mörder seines Vaters zum Kampf. Marique hilft ihrem Vater mit Magie, indem sie aus dem Sand Kämpfer erwachsen lässt und Conan mit einer vergifteten Wurfklinge verletzt. Derart geschwächt läuft Conan Gefahr, Zym zu unterliegen, doch kann Tamara rettend eingreifen, und beide fliehen auf Artus’ Schiff, nachdem sie von einer Klippe ins Meer springen. Artus bleibt auf seinem Schiff, während Conan an Land geht, um Zym zu stürzen. Artus gibt Tamara eine Karte, in der Conan sein Ziel eingetragen hat, damit sie ihm folgen kann. Tamara findet ihn in einer Höhle, in der sich beide leidenschaftlich lieben. Am nächsten Morgen wird Tamara auf ihrem Weg zurück zum Schiff von Zyms Männern gefangen genommen.
Conan erinnert sich an das Versprechen von Ela-Shan und reist nach Argalon, um Shan zu bitten, ihn in Zyms Festung zu bringen. Sie können durch eine Unterwasserhöhle eindringen und besiegen dort eine monströse Krake und die Wachen. Dann entdecken sie, dass Tamara zur Opferung in die Höhle der Schädel geführt wird. Conan verabschiedet sich von Shan und schleicht sich allein in die Höhle, in der Zym und Marique die Opferung Tamaras vorbereiten. Zym hat bereits Blut von Tamara in die Maske fließen lassen, diese damit aktiviert und sich die Maske aufgesetzt. Als Zym versucht, Maliva wieder zum Leben zu erwecken, greift Conan Zym an. Daraufhin löst die Maske ein Erdbeben aus. Conan kann Tamara befreien, die in die Höhle flieht. Marique verfolgt Tamara und verwickelt sie in einen Zweikampf. Conan eilt Tamara zur Hilfe, wobei er Marique die Hand abhackt und Tamara sie in einen Abgrund stößt, wo sie auf einem Pfeiler aufgespießt wird. Als Zym und Conan ihren Kampf fortsetzen, droht Zym damit, Conan mit der Klinge seines eigenen Vaters zu töten. Conan entreißt ihm das Schwert mit der bloßen Hand an der Klinge. Während Tamara und Conan vor weiteren Erdbebenstößen fliehen, entdeckt Zym den toten Körper seiner Tochter und schwört Rache. Tamara bricht auf einer Brücke ein, kann sich aber an einer Kette, die Conan greift, festhalten. Zym entdeckt die beiden und stimmt erneut den Ritus an, der Maliva wieder ins Leben zurückrufen soll. Ihr Geist ergreift mehr und mehr den Besitz von Tamaras Körper. Um diesem Schicksal zu entgehen, bittet Tamara Conan, sie loszulassen, damit sie in die Tiefe stürzt. Aber Conan zerstört stattdessen den Teil der Brücke, auf dem Zym steht, so dass dieser abstürzt und stirbt. Tamara und Conan können fliehen, bevor das Erdbeben die Höhle der Schädel einstürzen lässt.
Conan bringt Tamara in ihre Heimat. Dort sagt er ihr: „Auf dass wir uns wiedersehen!“. Danach reist Conan in sein Heimatdorf und steckt das Schwert seines Vaters auf dessen Grab.

## Synchronisation
Die deutschsprachige Synchronisation entstand bei der RC Production Kunze & Wunder GmbH & Co. KG, Berlin nach dem Dialogbuch von Tobias Neumann und unter der Dialogregie von Stefan Fredrich.
| Rolle               | Schauspieler      | Synchronsprecher     |
| ------------------- | ----------------- | -------------------- |
| Conan               | Jason Momoa       | Matti Klemm          |
| Tamara              | Rachel Nichols    | Marie Bierstedt      |
| Khalar Zym          | Stephen Lang      | Klaus-Dieter Klebsch |
| Marique             | Rose McGowan      | Anne Helm            |
| Corin               | Ron Perlman       | Tilo Schmitz         |
| Artus               | Nonso Anozie      | Martin Kautz         |
| Akhun               | Nathan Jones      | Matthias Klages      |
| Hohepriester Fassir | Raad Rawi         | Reinhard Kuhnert     |
| Lucius              | Stephen O’Donnell | Axel Lutter          |
| Erzähler            | Morgan Freeman    | Wolfgang Condrus     |

## Hintergrund

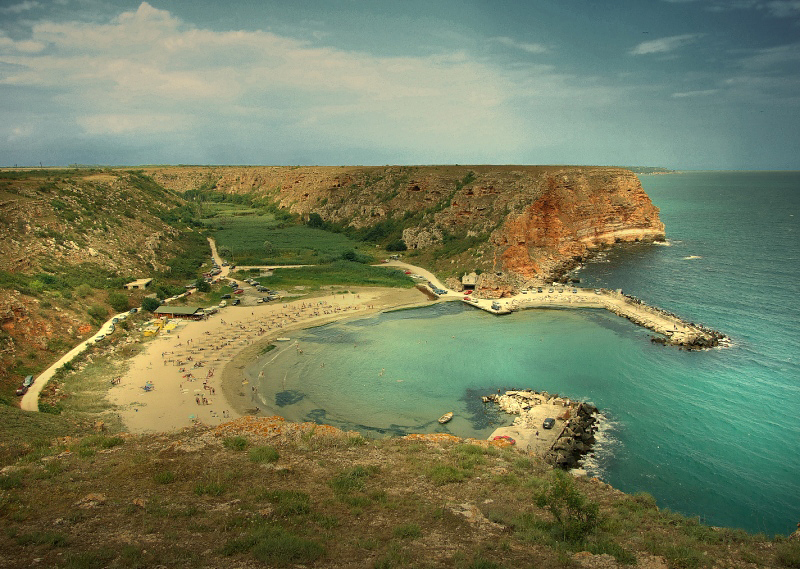
Die Bolata-Bucht am Schwarzen Meer

Der Film wurde in Bulgarien, hauptsächlich in den Nu Boyana Film Studios bei Sofia gedreht. Darüber hinaus wurden Filmszenen an diversen weiteren Orten im Land wie die Steinformationen Slatnite kamani im Witoscha-Gebirge und Pobiti Kamani bei Warna, sowie die Prochodna-Höhle bei Lukowit, die Bolata-Bucht bei Kawarna usw. gedreht.
Der Film feierte am 17. August in Frankreich seine Premiere, in den USA startete der Film am 19. August, in Deutschland am 8. September 2011.
Die Rolle von Rose McGowan heißt im ursprünglichen Drehbuch Fariq und ist männlich, doch sie überzeugte die Produzenten, die Rolle umzuschreiben und sie für die Rolle zu engagieren.
Die Neuverfilmung hat eine andere Geschichte als Grundlage, es finden sich jedoch Anspielungen und Parallelen zum Originalfilm. Durch die Ermordung seiner Familie wird wie im Original der Rachefeldzug von Conan begründet, auch die spätere Hilfe eines Diebes wurde übernommen. Weiterhin wurde der Kampf mit einer übergroßen Schlange durch ein krakenähnliches Monstrum ersetzt. Auch auf das Geheimnis des Stahls wird angespielt, hier liegt der Fokus jedoch auf dem Verständnis des Schwertes. Gänzlich gestrichen wurde die amazonenähnliche Geliebte Conans, der Schlangenkult sowie der finale Endkampf, was wiederum auf die veränderte Storygrundlage zurückzuführen ist.

## Kritiken
„Die Regie verwendet viel Energie auf die atmosphärische Beglaubigung einer archaischen Welt im permanenten Kriegszustand, verspielt dieses Plus aber durch eine aalglatte Dramaturgie; die sinnfreien Dialoge und das staksige Posieren der Akteure tragen das ihre zur unfreiwilligen Komik eines überflüssigen Versuches bei, einen legendären, aber zu Recht auch vergessenen Film zu reanimieren.“

„Der Frankfurter Conan-Regisseur Marcus Nispel, 1963 geboren, ist übrigens derselbe Jahrgang wie der frühere Videothekenangestellte Quentin Tarantino. Im Gegensatz jedoch zu Grobmotoriker Nispel hat Tarantino den einst unbeabsichtigten künstlerischen Mehrwert schrundiger B-Movies als Erfolgsrezept entdeckt und zum Beispiel mit Kill Bill ein energiegeladenes Best-Of jener verstaubten Videokassetten komponiert – und Schund in die Kategorie ‚Prädikat wertvoll‘ umgewertet. Aber was heißt das schon in einer Zeit, in der selbst ein stumpfsinniger Kopf ab!-Blödsinn wie Conan 3D von der Freiwilligen Selbstkontrolle ein ‚Prädikat wertvoll‘ verliehen bekommt. Die spinnen, die Jugendschützer!“

„Zwar bleibt der Schwarzenegger-Film mitunter Referenzpunkt, doch ist der neue Conan gerade so weit traumatisiert, dass die Handlung gut in Schwung kommt. Auch das ständige Gebot des Vaters, den Stahl zu verstehen, bleibt Zitat. Stattdessen ist die Neuauflage wieder deutlicher an den ohnedies sehr episodisch gehaltenen Kurzgeschichten orientiert und bietet eine Fülle von bösen Monstern, fiesen Hexen, dunklen Grüften und abgehackten Köpfen. Ästhetisch angenehm ist der vergleichsweise moderate Computereinsatz: Nispel verlässt sich auf atemberaubend schöne Landschaften (Drehort: Bulgarien) und gutes Ausstattungshandwerk. So verkommt die Conan-Figur zwar ein bisschen zum Sprüche klopfenden Beau aus dem Solarium, aber es entsteht etwas, wofür gerade Pulp Stories ursprünglich einmal standen: lustvolle Trivialität.“

„Conans Welt ist eine ohne Gnade, in der die Starken über die Schwachen triumphieren. Beherrscht von Tyrannen, Magiern, Totenbeschwörern, Sklavenhändlern und anderen wenig bekömmlichen Gestalten. In dieser Welt zu überleben bedeutet selber ein düsteres Gemüt zu besitzen und mit den reichlich vorhandenen Feinden kurzen Prozess zu machen. Hier bittet man nicht, sondern nimmt sich das Begehrte mit dem Schwert in der einen und der Hinterlist in der anderen Hand. Conan ist kein umgänglicher Charakter mit guten Manieren und einem warmen zivilisierten Lächeln. Er wirkt eher wie ein ehrenhafter Gangster, ein Tyrann mit einem Sinn für Ordnung der Dinge.“